# Rivalité entre Liverpool FC et Manchester United
La rivalité entre Liverpool FC et Manchester United, connue sous les appellations anglaises de Derby of England ou North West derby, est la rivalité entre les deux clubs de football anglais qui sont les plus titrés d'Angleterre.
Les villes de Liverpool et Manchester sont distantes de 55 kilomètres, pourtant les clubs de Manchester United et le Liverpool FC entretiennent une forte rivalité. Concernant Manchester, cette rivalité est plus importante que celle l'opposant à son voisin de City notamment en raison des résultats sportifs qui donnent lieu à des matchs souvent décisifs voire épiques.
Était le match le plus regardé au monde avec presque 600 millions de spectateurs dans 211 pays alors que d'autres grands matchs, comme le Derby d'Italie ou le Clásico ne sont respectivement suivis que dans 52 et 50 pays,.

## Histoire
La rivalité sportive entre le Manchester United Football Club et le Liverpool Football Club date des années 1960 bien que les rencontres opposant les deux clubs existent depuis la révolution industrielle. En effet, la première confrontation remonte au 12 octobre 1895 qui se solde par la victoire 7-1 des Reds, la plus large victoire de l'histoire de ce derby pendant plus de 128 ans. Cette rivalité n’existe quasiment pas d’un point de vue sportif entre les deux clubs avant les années 1960. Les Reds de Liverpool sont en deuxième division anglaise et celle-ci n’existe toujours pas quand Liverpool est promu. Mais cette concurrence entre les deux clubs naît quand Liverpool devient champion d’Angleterre en 1964, celle-ci coïncide avec l’apparition du hooliganisme en Angleterre et le transfert de Phil Chisnall. Les années 1960 constituent la période durant laquelle les deux clubs revendiquent être le meilleur club d’Angleterre et à cette époque, Liverpool est le club le plus titré d’Angleterre. Alors qu'à la fin des années 1980, Liverpool devance son rival au nombre de titre de champion, l'arrivée de Sir Alex Ferguson change la donne car le club mancunien remporte de nombreux titres, ce qui accentue la rivalité. La rivalité entre les deux clubs est devenue si importante qu’aucun transfert n'a été réalisé depuis 1964 et celui de Phil Chisnall. D’après certaines rumeurs, il serait stipulé dans les contrats des joueurs l'interdiction de quitter leur club respectif pour le club rival[réf. nécessaire]. Mais d'autres joueurs sont passés par les deux clubs comme Paul Ince, Peter Beardsley ou Michael Owen, mais en passant par d'autres clubs intermédiaires. Sir Alex Ferguson dit à propos de cette rivalité qu'elle constitue « le seul vrai derby pour United »[réf. nécessaire].
En tout, 203 matchs ont eu lieu entre les deux formations. Le bilan est de 82 victoires pour United, 71 pour Liverpool et 57 nuls. Les deux clubs ont remporté 39 championnats et 19 coupes européennes et totalisent à eux deux 129 trophées remportés.
Les rencontres entre Manchester United et Liverpool sont appelées « Derby of England ». Durant les matchs, les supporters chantent des chants pour rappeler les tragédies humaines que le club adverse a vécues. Ainsi les supporters de Liverpool chantent en l’honneur du drame de Munich où des joueurs, supporters et membres de l'encadrement de Manchester United ont péri ; et ceux de Manchester United leur rappelle la tragédie de Hillsborough où 96 partisans de Liverpool sont décédés dans une bousculade monstre.
Les supporters des 2 équipes considèrent largement cette rivalité comme la plus importante de leur club respectif.
En effet, les mancuniens entretiennent une animosité et une tension envers l’autre club de la ville, Manchester City, mais celle-ci a commencé à devenir intéressante sportivement surtout après le rachat des Sky Blues par Sheikh Mansour, en 2008.
De plus, même si les fans de Liverpool ne voient pas d’un bon œil l’autre club de la ville, Everton, les violences se font rares et si une rivalité existe bel et bien, il n'y a pas de haine particulière.
Pour toutes ces raisons, cette rencontre est observée par les experts, anciens joueurs des 2 équipes, et spécialistes, comme la plus importante du pays. C'est The Classic, tel un Real Madrid-FC Barcelone en Espagne.

## Historique des confrontations

### Confrontations en matchs officiels
| #   | Date               | Compétition                            | Lieu                          | Résultat        | Buteur(s) pour Manchester United                                      | Buteur(s) pour Liverpool FC                                   | Spectateurs   | Réf.    |
| --- | ------------------ | -------------------------------------- | ----------------------------- | --------------- | --------------------------------------------------------------------- | ------------------------------------------------------------- | ------------- | ------- |
| 1   | 28 avril 1894      | Match de barrage                       | Ewood Park, Manchester        | LIV 2 - 0 MUN   |                                                                       | Gordon 15e · Bradshaw 30e                                     | 3 000         | Rapport |
| 2   | 12 octobre 1895    | Second Division (journée ?)            | Anfield, Liverpool            | LIV 7 - 1 MUN   | Cassidy 40e                                                           | Becton 7e · Bradshaw 22e · Geary 30e 55e · Ross 87e           | 7 000         | Rapport |
| 3   | 2 novembre 1895    | Second Division                        | Bank Street, Manchester       | MUN 5 - 2 LIV   | Peters 15e · Smith 60e · Clarkin                                      | Becton 4e · Ross 10e                                          | 10 000        | Rapport |
| 4   | 12 février 1898    | Coupe d'Angleterre (2e tour)           | Bank Street, Manchester       | MUN 0 - 0 LIV   |                                                                       |                                                               | 12 000        | Rapport |
| 5   | 16 février 1898    | Coupe d'Angleterre (2e tour replay)    | Anfield, Liverpool            | LIV 2 - 1 MUN   | Collinson 36e                                                         | Dunlop · Cunliffe 85e                                         | 6 000         | Rapport |
| 6   | 7 février 1903     | Coupe d'Angleterre (1er tour)          | Bank Street, Manchester       | MUN 2 - 1 LIV   | Peddie 25e 40e                                                        | Raybould                                                      | 15 000        | Rapport |
| 7   | 24 décembre 1904   | Second Division                        | Bank Street, Manchester       | MUN 3 - 1 LIV   | Williams 40e · Roberts 50e · Arkesden                                 | Parkinson 43e                                                 | 40 000        | Rapport |
| 8   | 22 avril 1905      | Second Division                        | Anfield, Liverpool            | LIV 4 - 0 MUN   |                                                                       | Raybould 43e 85e · Cox 40e                                    | 28 000        | Rapport |
| 9   | 25 décembre 1906   | First Division                         | Bank Street, Manchester       | MUN 0 - 0 LIV   |                                                                       |                                                               | 20 000        | Rapport |
| 10  | 1er avril 1907     | First Division                         | Anfield, Liverpool            | LIV 0 - 1 MUN   | Turnbull 43e                                                          |                                                               | 20 000        | Rapport |
| 11  | 7 septembre 1907   | First Division                         | Bank Street, Manchester       | MUN 4 - 0 LIV   | Turnbull 35e 48e 50e · Wall 44e                                       |                                                               | 24 000        | Rapport |
| 12  | 25 mars 1908       | First Division                         | Anfield, Liverpool            | LIV 7 - 4 MUN   | Wall 68e · Turnbull 79e · Bannister 84e                               | Hewitt 4e 89e · McPherson 9e 45e 69e · Robinson 19e 74e       | 10 000        | Rapport |
| 13  | 26 septembre 1908  | First Division                         | Bank Street, Manchester       | MUN 3 - 2 LIV   | Halse 10e 40e · Turnbull 60e                                          | Cox 54e · Raisbeck 80e (pen.)                                 | 25 000        | Rapport |
| 14  | 30 janvier 1909    | First Division                         | Anfield, Liverpool            | LIV 3 - 1 MUN   | Turnbull 22e                                                          | Chorlton · Goddard · Hewitt                                   | 30 000        | Rapport |
| 15  | 9 octobre 1909     | First Division                         | Anfield, Liverpool            | LIV 3 - 2 MUN   | Turnbull                                                              | Parkinson 5e · Stewart                                        | 30 000        | Rapport |
| 16  | 19 février 1910    | First Division                         | Old Trafford, Manchester      | MUN 3 - 4 LIV   | Turnbull 30e · Homer 32e · Wall                                       | Goddard 60e · Stewart                                         | 45 000        | Rapport |
| 17  | 26 novembre 1910   | First Division                         | Anfield, Liverpool            | LIV 3 - 2 MUN   | Turnbull 14e · Roberts 84e                                            | Goddard 21e (pen.) · Parkinson 74e · Stewart 79e              | 8 000         | Rapport |
| 18  | 1er avril 1911     | First Division                         | Old Trafford, Manchester      | MUN 2 - 0 LIV   | West 44e 80e                                                          |                                                               | 20 000        | Rapport |
| 19  | 18 novembre 1911   | First Division                         | Anfield, Liverpool            | LIV 3 - 2 MUN   | West 57e · Roberts 88e                                                | Parkinson 59e · Bovill 75e 78e                                | 15 000        | Rapport |
| 20  | 23 mars 1912       | First Division                         | Old Trafford, Manchester      | MUN 1 - 1 LIV   | Nuttall 82e                                                           | Parkinson 82e                                                 | 10 000        | Rapport |
| 21  | 23 novembre 1912   | First Division                         | Old Trafford, Manchester      | MUN 3 - 1 LIV   | Wall 25e · Anderson 35e (pen.) 54e                                    | McKinlay 58e                                                  | 8 000         | Rapport |
| 22  | 29 mars 1913       | First Division                         | Anfield, Liverpool            | LIV 0 - 2 MUN   | Wall 33e · West 38e                                                   |                                                               | 12 000        | Rapport |
| 23  | 1er novembre 1913  | First Division                         | Old Trafford, Manchester      | MUN 3 - 0 LIV   | Wall 3e 89e · West 88e                                                |                                                               | 30 000        | Rapport |
| 24  | 15 avril 1914      | First Division                         | Anfield, Liverpool            | LIV 1 - 2 MUN   | Travers 34e · Wall 88e                                                | Dawson 30e                                                    | 28 000        | Rapport |
| 25  | 26 décembre 1914   | First Division                         | Anfield, Liverpool            | LIV 1 - 1 MUN   | Stacey 82e (pen.)                                                     | Pagnam 70e                                                    | 25 000        | Rapport |
| 26  | 2 avril 1915       | First Division                         | Old Trafford, Manchester      | MUN 2 - 0 LIV   | Anderson 40e 75e                                                      |                                                               | 18 000        | Rapport |
| 27  | 26 décembre 1919   | First Division                         | Old Trafford, Manchester      | MUN 0 - 0 LIV   |                                                                       |                                                               | 45 000        | Rapport |
| 28  | 1er janvier 1920   | First Division                         | Anfield, Liverpool            | LIV 0 - 0 MUN   |                                                                       |                                                               | 30 000        | Rapport |
| 29  | 8 janvier 1921     | Coupe d'Angleterre (1er tour)          | Anfield, Liverpool            | LIV 1 - 1 MUN   | Miller 26e                                                            | Chambers 33e                                                  | 40 000        | Rapport |
| 30  | 12 janvier 1921    | Coupe d'Angleterre (1er tour replay)   | Old Trafford, Manchester      | MUN 1 - 2 LIV   | Partridge 20e                                                         | Lacey 55e · Chambers 63e                                      | 30 000        | Rapport |
| 31  | 5 février 1921     | First Division                         | Old Trafford, Manchester      | MUN 1 - 1 LIV   | Grimwood 50e                                                          | Chambers 65e                                                  | 30 000        | Rapport |
| 32  | 9 février 1921     | First Division                         | Anfield, Liverpool            | LIV 2 - 0 MUN   |                                                                       | Lewis 11e · Chambers 52e                                      | 35 000        | Rapport |
| 33  | 17 décembre 1921   | First Division                         | Anfield, Liverpool            | LIV 2 - 1 MUN   | Sapsford 20e                                                          | Lacey 52e · Chambers 60e                                      | 40 000        | Rapport |
| 34  | 24 décembre 1921   | First Division                         | Old Trafford, Manchester      | MUN 0 - 0 LIV   |                                                                       |                                                               | 30 000        | Rapport |
| 35  | 19 septembre 1925  | First Division                         | Anfield, Liverpool            | LIV 5 - 0 MUN   |                                                                       | Forshaw 21e 63e 70e · Chambers 55e · Rawlings 86e             | 18 824        | Rapport |
| 36  | 10 mars 1926       | First Division                         | Old Trafford, Manchester      | MUN 3 - 3 LIV   | Spence · Hanson 75e · Rennox 89e                                      | Forshaw 14e · Hodgson 48e                                     | 9 214         | Rapport |
| 37  | 28 août 1926       | First Division                         | Anfield, Liverpool            | LIV 4 - 2 MUN   | McPherson 47e 71e (pen.)                                              | Hodgson 24e · Forshaw 26e 32e 75e                             | 34 795        | Rapport |
| 38  | 15 janvier 1927    | First Division                         | Old Trafford, Manchester      | MUN 0 - 1 LIV   |                                                                       | Forshaw 57e                                                   | 30 304        | Rapport |
| 39  | 24 décembre 1927   | First Division                         | Anfield, Liverpool            | LIV 2 - 0 MUN   |                                                                       | T.Scott 60e · Chambers 88e                                    | 14 971        | Rapport |
| 40  | 5 mai 1928         | First Division                         | Old Trafford, Manchester      | MUN 6 - 1 LIV   | Spence 12e 44e 48e · Rawlings 31e 36e · Hanson 74e                    | Hodgson 38e                                                   | 30 625        | Rapport |
| 41  | 15 septembre 1928  | First Division                         | Old Trafford, Manchester      | MUN 2 - 2 LIV   | Silcock 40e · Hanson 72e (pen.)                                       | Hodgson 2e · Edmed 58e                                        | 24 077        | Rapport |
| 42  | 13 février 1929    | First Division                         | Anfield, Liverpool            | LIV 2 - 3 MUN   | Reid 28e 33e · Thomas 32e                                             | Hodgson 12e · Done 34e (pen.)                                 | 8 852         | Rapport |
| 43  | 21 septembre 1929  | First Division                         | Old Trafford, Manchester      | MUN 1 - 2 LIV   | Spence 15e                                                            | Smith 60e 70e                                                 | 20 788        | Rapport |
| 44  | 25 janvier 1930    | First Division                         | Anfield, Liverpool            | LIV 1 - 0 MUN   |                                                                       | Race 44e                                                      | 28 592        | Rapport |
| 45  | 3 avril 1931       | First Division                         | Anfield, Liverpool            | LIV 1 - 1 MUN   | Wilson 52e                                                            | Hodgson 64e                                                   | 27 782        | Rapport |
| 46  | 6 avril 1931       | First Division                         | Old Trafford, Manchester      | MUN 4 - 1 LIV   | Reid 3e 85e · McLenahan 10e · Rowley 75e                              | A.Scott 67e                                                   | 8 058         | Rapport |
| 47  | 21 novembre 1936   | First Division                         | Old Trafford, Manchester      | MUN 2 - 5 LIV   | Thompson 26e · Manley 62e                                             | Hanson 25e · Eastham 31e · Howe 44e 64e 90e                   | 26 419        | Rapport |
| 48  | 27 mars 1937       | First Division                         | Anfield, Liverpool            | LIV 2 - 0 MUN   |                                                                       | Hanson 23e · Howe 90e                                         | 25 319        | Rapport |
| 49  | 7 septembre 1938   | First Division                         | Anfield, Liverpool            | LIV 1 - 0 MUN   |                                                                       | Nieuwenhuys 15e                                               | 25 070        | Rapport |
| 50  | 6 mai 1939         | First Division                         | Old Trafford, Manchester      | MUN 2 - 0 LIV   | Hanlon 37e 40e                                                        |                                                               | 12 073        | Rapport |
| 51  | 11 septembre 1946  | First Division                         | Maine Road, Manchester        | MUN 5 - 0 LIV   | Pearson 10e 15e 87e · Rowley 36e · Mitten 49e                         |                                                               | 41 657        | Rapport |
| 52  | 3 mai 1947         | First Division                         | Anfield, Liverpool            | LIV 1 - 0 MUN   |                                                                       | Stubbins 12e                                                  | 48 800        | Rapport |
| 53  | 27 août 1947       | First Division                         | Maine Road, Manchester        | MUN 2 - 0 LIV   | Morris 26e · Pearson 69e                                              |                                                               | 52 385        | Rapport |
| 54  | 3 septembre 1947   | First Division                         | Anfield, Liverpool            | LIV 2 - 2 MUN   | Mitten 2e · Pearson 15e                                               | Stubbins 48e · Balmer 67e (pen.)                              | 48 081        | Rapport |
| 55  | 24 janvier 1948    | Coupe d'Angleterre (4e tour)           | Goodison Park, Liverpool      | MUN 3 - 0 LIV   | Rowley 30e · Morris 34e · Mitten 36e                                  |                                                               | 74 000        | Rapport |
| 56  | 25 décembre 1948   | First Division (23e journées)          | Old Trafford, Manchester      | MUN 0 - 0 LIV   |                                                                       |                                                               | 50 649        | Rapport |
| 57  | 27 décembre 1948   | First Division (24e journées)          | Anfield, Liverpool            | LIV 0 - 2 MUN   | Burke 54e · Pearson 57e                                               |                                                               | 53 273        | Rapport |
| 58  | 7 septembre 1949   | First Division (6e journées)           | Anfield, Liverpool            | LIV 1 - 1 MUN   | Mitten 43e                                                            | Stubbins 76e                                                  | 51 857        | Rapport |
| 59  | 15 mars 1950       | First Division (8e journées)           | Old Trafford, Manchester      | MUN 0 - 0 LIV   |                                                                       |                                                               | 45 283        | Rapport |
| 60  | 23 août 1950       | First Division (2e journées)           | Anfield, Liverpool            | LIV 2 - 1 MUN   | Rowley 30e                                                            | Liddell 12e · Allen 37e                                       | 30 211        | Rapport |
| 61  | 30 août 1950       | First Division (4e journées)           | Old Trafford, Manchester      | MUN 1 - 0 LIV   | Downie 23e                                                            |                                                               | 36 654        | Rapport |
| 62  | 24 novembre 1951   | First Division (19e journées)          | Anfield, Liverpool            | LIV 0 - 0 MUN   |                                                                       |                                                               | 42 378        | Rapport |
| 63  | 12 avril 1952      | First Division (39e journées)          | Old Trafford, Manchester      | MUN 4 - 0 LIV   | Byrne 26e (pen.) 53e · Downie 51e · Rowley 59e                        |                                                               | 44 899        | Rapport |
| 64  | 13 décembre 1952   | First Division (21e journées)          | Anfield, Liverpool            | LIV 1 - 2 MUN   | Aston 50e · Pearson 80e                                               | Liddell 10e                                                   | 34 350        | Rapport |
| 65  | 20 avril 1953      | First Division (42e journées)          | Old Trafford, Manchester      | MUN 3 - 1 LIV   | Pearson 6e · Rowley 9e · Berry 80e                                    | Smyth 88e                                                     | 20 869        | Rapport |
| 66  | 22 août 1953       | First Division (2e journées)           | Anfield, Liverpool            | LIV 4 - 4 MUN   | Rowley 9e · Byrne 49e (pen.) · Lewis 60e · Taylor 84e                 | Liddell 20e · Jones 44e · Bimpson 54e 58e                     | 46 725        | Rapport |
| 67  | 19 décembre 1953   | First Division (23e journées)          | Old Trafford, Manchester      | MUN 5 - 1 LIV   | Taylor 14e 36e 79e · Blanchflower 34e · Viollet 44e                   | Bimpson 58e                                                   | 26 074        | Rapport |
| 68  | 30 janvier 1960    | Coupe d'Angleterre (4e tour)           | Anfield, Liverpool            | LIV 1 - 3 MUN   | Charlton 12e 44e · Bradley 70e                                        | Wheeler 36e                                                   | 56 736        | Rapport |
| 69  | 10 novembre 1962   | First Division (17e journées)          | Old Trafford, Manchester      | MUN 3 - 3 LIV   | Herd 39e · Quixall 69e (pen.) · Giles 90e                             | St. John 51e · Melia 85e · Moran 89e                          | 43 810        | Rapport |
| 70  | 13 avril 1963      | First Division (39e journées)          | Anfield, Liverpool            | LIV 1 - 0 MUN   |                                                                       | St. John 72e                                                  | 51 529        | Rapport |
| 71  | 23 novembre 1963   | First Division (19e journées)          | Old Trafford, Manchester      | MUN 0 - 1 LIV   |                                                                       | Yeats 75e                                                     | 54 654        | Rapport |
| 72  | 4 avril 1964       | First Division (39e journées)          | Anfield, Liverpool            | LIV 3 - 0 MUN   |                                                                       | Callaghan 6e · Arrowsmith 39e 52e                             | 52 559        | Rapport |
| 73  | 31 octobre 1964    | First Division (16e journées)          | Anfield, Liverpool            | LIV 0 - 2 MUN   | Herd 36e · Crerand 60e                                                |                                                               | 52 402        | Rapport |
| 74  | 24 avril 1965      | First Division (42e journées)          | Old Trafford, Manchester      | MUN 3 - 0 LIV   | Law 39e 58e · Connelly 80e                                            |                                                               | 55 772        | Rapport |
| 75  | 14 août 1965       | Charity Shield 1965                    | Old Trafford, Manchester      | MUN 2 - 2 LIV   | Best 28e · Herd 81e                                                   | Stevenson 38e · Yeats 86e                                     | 48 502        | Rapport |
| 76  | 9 octobre 1965     | First Division (12e journées)          | Old Trafford, Manchester      | MUN 2 - 0 LIV   | Best 18e · Law 37e                                                    |                                                               | 58 161        | Rapport |
| 77  | 1er janvier 1966   | First Division (25e journées)          | Anfield, Liverpool            | LIV 2 - 1 MUN   | Law 2e                                                                | Smith 39e · Milne 88e                                         | 53 970        | Rapport |
| 78  | 10 décembre 1966   | First Division (20e journées)          | Old Trafford, Manchester      | MUN 2 - 2 LIV   | Best 18e 29e (pen.)                                                   | St. John 15e 45e                                              | 61 768        | Rapport |
| 79  | 25 mars 1967       | First Division (34e journées)          | Anfield, Liverpool            | LIV 0 - 0 MUN   |                                                                       |                                                               | 53 813        | Rapport |
| 80  | 11 novembre 1967   | First Division (16e journées)          | Anfield, Liverpool            | LIV 1 - 2 MUN   | Best 18e 40e                                                          | Hunt 83e                                                      | 54 515        | Rapport |
| 81  | 6 avril 1968       | First Division (35e journées)          | Old Trafford, Manchester      | MUN 1 - 2 LIV   | Best 3e                                                               | Yeats 9e · Hunt 17e                                           | 63 059        | Rapport |
| 82  | 12 octobre 1968    | First Division (14e journées)          | Anfield, Liverpool            | LIV 2 - 0 MUN   |                                                                       | St. John 14e · Evans 82e                                      | 53 392        | Rapport |
| 83  | 14 décembre 1968   | First Division (23e journées)          | Old Trafford, Manchester      | MUN 1 - 0 LIV   | Law 53e                                                               |                                                               | 55 354        | Rapport |
| 84  | 13 septembre 1969  | First Division (9e journées)           | Old Trafford, Manchester      | MUN 1 - 0 LIV   | Morgan 69e                                                            |                                                               | 59 387        | Rapport |
| 85  | 13 décembre 1969   | First Division (24e journées)          | Anfield, Liverpool            | LIV 1 - 4 MUN   | Yeats 20e (csc) · Ure 60e · Morgan 64e · Charlton 84e                 | Hughes 25e                                                    | 47 682        | Rapport |
| 86  | 5 septembre 1970   | First Division (7e journées)           | Anfield, Liverpool            | LIV 1 - 1 MUN   | Kidd 21e                                                              | Evans 22e                                                     | 52 541        | Rapport |
| 87  | 19 avril 1971      | First Division (34e journées)          | Old Trafford, Manchester      | MUN 0 - 2 LIV   |                                                                       | Heighway 19e · Edwards 58e (csc)                              | 44 004        | Rapport |
| 88  | 25 septembre 1971  | First Division (10e journées)          | Anfield, Liverpool            | LIV 2 - 2 MUN   | Law 53e · Charlton 72e                                                | Graham 7e · Hall 24e                                          | 55 634        | Rapport |
| 89  | 3 avril 1972       | First Division (38e journées)          | Old Trafford, Manchester      | MUN 0 - 3 LIV   |                                                                       | Lawler 60e · Toshack 62e · Hughes 84e                         | 54 000        | Rapport |
| 90  | 15 août 1972       | First Division (2e journées)           | Anfield, Liverpool            | LIV 2 - 0 MUN   |                                                                       | Toshack 12e · Heighway 20e                                    | 54 779        | Rapport |
| 91  | 11 novembre 1972   | First Division (17e journées)          | Old Trafford, Manchester      | MUN 2 - 0 LIV   | Davies 44e · MacDougall 53e                                           |                                                               | 53 944        | Rapport |
| 92  | 29 septembre 1973  | First Division (9e journées)           | Old Trafford, Manchester      | MUN 0 - 0 LIV   |                                                                       |                                                               | 53 882        | Rapport |
| 93  | 22 décembre 1973   | First Division (21e journées)          | Anfield, Liverpool            | LIV 2 - 0 MUN   |                                                                       | Keegan 30e (pen.) · Heighway 65e                              | 40 420        | Rapport |
| 94  | 18 novembre 1975   | First Division (16e journées)          | Anfield, Liverpool            | LIV 3 - 1 MUN   | Coppell 49e                                                           | Heighway 12e · Toshack 46e · Keegan 78e                       | 49 136        | Rapport |
| 95  | 18 février 1976    | First Division (29e journées)          | Old Trafford, Manchester      | MUN 0 - 0 LIV   |                                                                       |                                                               | 59 709        | Rapport |
| 96  | 16 février 1977    | First Division (9e journées)           | Old Trafford, Manchester      | MUN 0 - 0 LIV   |                                                                       |                                                               | 57 487        | Rapport |
| 97  | 3 mai 1977         | First Division (32e journées)          | Anfield, Liverpool            | LIV 1 - 0 MUN   |                                                                       | Keegan 15e                                                    | 53 046        | Rapport |
| 98  | 21 mai 1977        | Coupe d'Angleterre (Finale)            | Stade Wembley (1923), Londres | MUN 2 - 1 LIV   | Pearson 51e · J.Greenhoff 55e                                         | Case 53e                                                      | 99 252        | Rapport |
| 99  | 13 août 1977       | Charity Shield 1977                    | Stade Wembley (1923), Londres | LIV 0 - 0 MUN   |                                                                       |                                                               | 82 000        | Rapport |
| 100 | 1er octobre 1977   | First Division (8e journées)           | Old Trafford, Manchester      | MUN 2 - 0 LIV   | Macari 62e · McIlroy 70e                                              |                                                               | 55 109        | Rapport |
| 101 | 25 février 1978    | First Division (30e journées)          | Anfield, Liverpool            | LIV 3 - 1 MUN   | McIlroy 61e                                                           | Souness 14e · Kennedy 49e · Case 84e                          | 49 590        | Rapport |
| 102 | 26 décembre 1978   | First Division (22e journées)          | Old Trafford, Manchester      | MUN 0 - 3 LIV   |                                                                       | Kennedy 5e · Case 25e · Fairclough 67e                        | 54 940        | Rapport |
| 103 | 31 mars 1979       | Coupe d'Angleterre (1/2 finale)        | Maine Road, Manchester        | MUN 2 - 2 LIV   | Jordan 19e · B.Greenhoff 56e                                          | Dalglish 17e · Hansen 82e                                     | 52 584        | Rapport |
| 104 | 4 avril 1979       | Coupe d'Angleterre (1/2 finale replay) | Goodison Park                 | MUN 1 - 0 LIV   | J.Greenhoff 78e                                                       |                                                               | 53 069        | Rapport |
| 105 | 14 avril 1979      | First Division (38e journées)          | Anfield, Liverpool            | LIV 2 - 0 MUN   |                                                                       | Dalglish 36e · Neal 46e (csc)                                 | 46 608        | Rapport |
| 106 | 26 décembre 1979   | First Division (22e journées)          | Anfield, Liverpool            | LIV 2 - 0 MUN   |                                                                       | Hansen 15e · Johnson 85e                                      | 51 073        | Rapport |
| 107 | 5 avril 1980       | First Division (37e journées)          | Old Trafford, Manchester      | MUN 2 - 1 LIV   | Thomas 20e · J.Greenhoff 65e                                          | Dalglish 14e                                                  | 57 342        | Rapport |
| 108 | 26 décembre 1980   | First Division (24e journées)          | Old Trafford, Manchester      | MUN 0 - 0 LIV   |                                                                       |                                                               | 57 073        | Rapport |
| 109 | 14 avril 1981      | First Division (40e journées)          | Anfield, Liverpool            | LIV 0 - 1 MUN   | McQueen 7e                                                            |                                                               | 31 276        | Rapport |
| 110 | 24 octobre 1981    | First Division (11e journées)          | Anfield, Liverpool            | LIV 1 - 2 MUN   | Moran 25e · Albiston 89e                                              | McDermott 74e (pen.)                                          | 41 438        | Rapport |
| 111 | 7 avril 1982       | First Division (31e journées)          | Old Trafford, Manchester      | MUN 0 - 1 LIV   |                                                                       | Johnston 63e                                                  | 50 969        | Rapport |
| 112 | 16 octobre 1982    | First Division (10e journées)          | Anfield, Liverpool            | LIV 0 - 0 MUN   |                                                                       |                                                               | 40 853        | Rapport |
| 113 | 26 février 1983    | First Division (29e journées)          | Old Trafford, Manchester      | MUN 1 - 1 LIV   | Mühren 36e                                                            | Dalglish 39e                                                  | 57 369        | Rapport |
| 114 | 26 mars 1983       | Coupe de la Ligue (Finale)             | Stade Wembley (1923), Londres | LIV 2 - 1ap MUN | Whiteside 12e                                                         | Kennedy 75e · Whelan 98e                                      | 99 304        | Rapport |
| 115 | 20 août 1983       | Charity Shield 1983                    | Stade Wembley (1923), Londres | MUN 2 - 0 LIV   | Robson 23e 60e                                                        |                                                               | 92 000        | Rapport |
| 116 | 24 septembre 1983  | First Division (7e journées)           | Old Trafford, Manchester      | MUN 1 - 0 LIV   | Stapleton 52e                                                         |                                                               | 56 121        | Rapport |
| 117 | 2 janvier 1984     | First Division (22e journées)          | Anfield, Liverpool            | LIV 1 - 1 MUN   | Whiteside 89e                                                         | Johnston 32e                                                  | 45 122        | Rapport |
| 118 | 22 septembre 1984  | First Division (7e journées)           | Old Trafford, Manchester      | MUN 1 - 1 LIV   | Strachan 24e (pen.)                                                   | Walsh 73e                                                     | 56 638        | Rapport |
| 119 | 31 mars 1985       | First Division (37e journées)          | Anfield, Liverpool            | LIV 0 - 1 MUN   | Stapleton 73e                                                         |                                                               | 34 886        | Rapport |
| 120 | 13 avril 1985      | Coupe d'Angleterre (1/2 finale)        | Goodison Park, Liverpool      | MUN 2 - 2ap LIV | Robson 69e · Stapleton 98e                                            | Whelan 87e · Walsh 119e                                       | 51 690        | Rapport |
| 121 | 17 avril 1985      | Coupe d'Angleterre (1/2 finale replay) | Maine Road, Manchester        | MUN 2 - 1 LIV   | Robson 46e · Hughes 58e                                               | McGrath 39e (csc)                                             | 45 775        | Rapport |
| 122 | 19 octobre 1985    | First Division (13e journées)          | Old Trafford, Manchester      | MUN 1 - 1 LIV   | McGrath 64e                                                           | Johnston 46e                                                  | 54 492        | Rapport |
| 123 | 26 novembre 1985   | Coupe de la Ligue (4e tour)            | Anfield, Liverpool            | LIV 2 - 1 MUN   | McGrath 7e                                                            | Mølby 57e 58e (pen.)                                          | 41 291        | Rapport |
| 124 | 9 février 1986     | First Division (29e journées)          | Anfield, Liverpool            | LIV 1 - 1 MUN   | Gibson 19e                                                            | Wark 40e                                                      | 35 004        | Rapport |
| 125 | 26 décembre 1986   | First Division (21e journées)          | Anfield, Liverpool            | LIV 0 - 1 MUN   | Whiteside 78e                                                         |                                                               | 40 663        | Rapport |
| 126 | 20 avril 1987      | First Division (38e journées)          | Old Trafford, Manchester      | MUN 1 - 0 LIV   | Davenport 88e                                                         |                                                               | 54 103        | Rapport |
| 127 | 15 novembre 1987   | First Division (16e journées)          | Old Trafford, Manchester      | MUN 1 - 1 LIV   | Whiteside 49e                                                         | Aldridge 21e                                                  | 47 106        | Rapport |
| 128 | 4 avril 1988       | First Division (37e journées)          | Anfield, Liverpool            | LIV 3 - 3 MUN   | Robson 3e 66e · Strachan 77e                                          | Beardsley 38e · Gillespie 41e · McMahon 46e                   | 43 497        | Rapport |
| 129 | 3 septembre 1988   | First Division (2e journées)           | Anfield, Liverpool            | LIV 1 - 0 MUN   |                                                                       | Mølby 38e (pen.)                                              | 42 026        | Rapport |
| 130 | 1er janvier 1989   | First Division (19e journées)          | Old Trafford, Manchester      | MUN 3 - 1 LIV   | McClair 71e · Hughes 75e · Sharpe 77e                                 | Barnes 70e                                                    | 44 745        | Rapport |
| 131 | 23 décembre 1989   | First Division (8e journées)           | Anfield, Liverpool            | LIV 0 - 0 MUN   |                                                                       |                                                               | 37 426        | Rapport |
| 132 | 18 mars 1990       | First Division (30e journées)          | Old Trafford, Manchester      | MUN 1 - 2 LIV   | Whelan 82e (csc)                                                      | Barnes 15e 55e (pen.)                                         | 46 629        | Rapport |
| 133 | 18 août 1990       | Charity Shield 1990                    | Stade Wembley (1923), Londres | MUN 1 - 1 LIV   | Blackmore 44e                                                         | Barnes 51e (pen.)                                             | 66 558        | Rapport |
| 134 | 16 septembre 1990  | First Division (5e journées)           | Anfield, Liverpool            | LIV 4 - 0 MUN   |                                                                       | Beardsley 11e 32e 81e · Barnes 44e                            | 35 726        | Rapport |
| 135 | 31 octobre 1990    | Coupe de la Ligue (3e tour)            | Old Trafford, Manchester      | MUN 3 - 1 LIV   | Bruce 36e · Hughes 37e · Sharpe 81e                                   | Houghton 83e                                                  | 42 033        | Rapport |
| 136 | 3 février 1991     | First Division (24e journées)          | Old Trafford, Manchester      | MUN 1 - 1 LIV   | Bruce 21e (pen.)                                                      |                                                               | 43 690        | Rapport |
| 137 | 6 octobre 1991     | First Division (12e journées)          | Old Trafford, Manchester      | MUN 0 - 0 LIV   |                                                                       |                                                               | 44 997        | Rapport |
| 138 | 26 avril 1992      | First Division (41e journées)          | Anfield, Liverpool            | LIV 2 - 0 MUN   |                                                                       | Rush 11e · Walters 87e                                        | 38 669        | Rapport |
| 139 | 18 octobre 1992    | Premier League (9e journées)           | Old Trafford, Manchester      | MUN 2 - 2 LIV   | Hughes 78e 90e                                                        | Hutchison 23e · Rush 44e                                      | 33 243        | Rapport |
| 140 | 6 mars 1993        | Premier League (28e journées)          | Anfield, Liverpool            | LIV 1 - 2 MUN   | Bruce 9e · McClair 56e                                                | Rush 50e                                                      | 44 374        | Rapport |
| 141 | 4 janvier 1994     | Premier League (19e journées)          | Anfield, Liverpool            | LIV 3 - 3 MUN   | Bruce 9e · Giggs 20e · Irwin 24e                                      | Clough 25e 38e · Ruddock 79e                                  | 42 795        | Rapport |
| 142 | 30 mars 1994       | Premier League (32e journées)          | Old Trafford, Manchester      | MUN 1 - 0 LIV   | Ince 36e                                                              |                                                               | 44 751        | Rapport |
| 143 | 17 septembre 1994  | Premier League (4e journées)           | Old Trafford, Manchester      | MUN 2 - 0 LIV   | Kanchelskis 71e · McClair 73e                                         |                                                               | 34 435        | Rapport |
| 144 | 19 mars 1995       | Premier League (30e journées)          | Anfield, Liverpool            | LIV 2 - 0 MUN   |                                                                       | Redknapp 25e · Bruce 85e (csc)                                | 38 036        | Rapport |
| 145 | 1er octobre 1995   | Premier League (6e journées)           | Old Trafford, Manchester      | MUN 2 - 2 LIV   | Butt 2e · Cantona 71e (pen.)                                          | Fowler 33e 52e                                                | 34 934        | Rapport |
| 146 | 17 décembre 1995   | Premier League (15e journées)          | Anfield, Liverpool            | LIV 2 - 0 MUN   |                                                                       | Fowler 45e 86e                                                | 40 546        | Rapport |
| 147 | 11 mai 1996        | Coupe d'Angleterre (Finale)            | Stade Wembley (1923), Londres | MUN 1 - 0 LIV   | Cantona 85e                                                           |                                                               | 79 007        | Rapport |
| 148 | 12 octobre 1996    | Premier League (8e journées)           | Old Trafford, Manchester      | MUN 1 - 0 LIV   | Beckham 23e                                                           |                                                               | 55 128        | Rapport |
| 149 | 19 avril 1997      | Premier League (37e journées)          | Anfield, Liverpool            | LIV 1 - 3 MUN   | Pallister 13e 42e · Cole 63e                                          | Barnes 19e                                                    | 40 892        | Rapport |
| 150 | 6 décembre 1997    | Premier League (14e journées)          | Anfield, Liverpool            | LIV 1 - 3 MUN   | Cole 51e 74e · Beckham 70e                                            | Fowler 60e (pen.)                                             | 41 027        | Rapport |
| 151 | 10 avril 1998      | Premier League (32e journées)          | Old Trafford, Manchester      | MUN 1 - 1 LIV   | Johnsen 12e                                                           | Owen 37e                                                      | 55 171        | Rapport |
| 152 | 24 septembre 1998  | Premier League (6e journées)           | Old Trafford, Manchester      | MUN 2 - 0 LIV   | Irwin 19e (pen.) · Scholes 79e                                        |                                                               | 55 181        | Rapport |
| 153 | 24 janvier 1999    | Coupe d'Angleterre (4e tour)           | Old Trafford, Manchester      | MUN 2 - 1 LIV   | Yorke 89e · Gunnar Solskjær 90+2e                                     | Owen 3e                                                       | 54 591        | Rapport |
| 154 | 5 mai 1999         | Premier League (38e journées)          | Anfield, Liverpool            | LIV 2 - 2 MUN   | Yorke 23e · Irwin 56e (pen.)                                          | Redknapp 69e (pen.) · Ince 89e                                | 44 702        | Rapport |
| 155 | 11 septembre 1999  | Premier League (5e journées)           | Anfield, Liverpool            | LIV 2 - 3 MUN   | Carragher 3e (csc) 44e (csc) · Cole 18e                               | Hyypiä 23e · Berger 68e                                       | 44 929        | Rapport |
| 156 | 4 mars 2000        | Premier League (25e journées)          | Old Trafford, Manchester      | MUN 1 - 1 LIV   | Gunnar Solskjær 45e                                                   | Berger 27e                                                    | 61 592        | Rapport |
| 157 | 17 décembre 2000   | Premier League (17e journées)          | Old Trafford, Manchester      | MUN 0 - 1 LIV   |                                                                       | Murphy 43e                                                    | 67 533        | Rapport |
| 158 | 31 mars 2001       | Premier League (30e journées)          | Anfield, Liverpool            | LIV 2 - 0 MUN   |                                                                       | Gerrard 16e · Fowler 41e                                      | 44 806        | Rapport |
| 159 | 12 août 2001       | Charity Shield 2001                    | Millennium Stadium, Cardiff   | LIV 2 - 1 MUN   | van Nistelrooy 51e                                                    | McAllister 2e (pen.) · Owen 16e                               | 70 227        | Rapport |
| 160 | 4 novembre 2001    | Premier League (11e journées)          | Anfield, Liverpool            | LIV 3 - 1 MUN   | Beckham 50e                                                           | Owen 32e 51e · Arne Riise 39e                                 | 44 361        | Rapport |
| 161 | 22 janvier 2002    | Premier League (22e journées)          | Old Trafford, Manchester      | MUN 0 - 1 LIV   |                                                                       | Murphy 85e                                                    | 67 599        | Rapport |
| 162 | 1er décembre 2002  | Premier League (16e journées)          | Anfield, Liverpool            | LIV 1 - 2 MUN   | Forlán 64e 67e                                                        | Hyypiä 82e                                                    | 44 250        | Rapport |
| 163 | 3 février 2003     | Coupe de la Ligue (Finale)             | Millennium Stadium, Cardiff   | LIV 2 - 0 MUN   |                                                                       | Gerrard 39e · Owen 86e                                        | 74 500        | Rapport |
| 164 | 5 avril 2003       | Premier League (32e journées)          | Old Trafford, Manchester      | MUN 4 - 0 LIV   | van Nistelrooy 5e (pen.) 65e (pen.) · Giggs 78e · Gunnar Solskjær 90e |                                                               | 67 639        | Rapport |
| 165 | 9 novembre 2003    | Premier League (11e journées)          | Anfield, Liverpool            | LIV 1 - 2 MUN   | Giggs 59e 70e                                                         | Kewell 76e                                                    | 44 159        | Rapport |
| 166 | 24 avril 2004      | Premier League (33e journées)          | Old Trafford, Manchester      | MUN 0 - 1 LIV   |                                                                       | Murphy 62e (pen.)                                             | 67 647        | Rapport |
| 167 | 20 septembre 2004  | Premier League (6e journées)           | Old Trafford, Manchester      | MUN 2 - 1 LIV   | Silvestre 20e 66e                                                     | O'Shea 54e (csc)                                              | 67 857        | Rapport |
| 168 | 15 janvier 2005    | Premier League (23e journées)          | Anfield, Liverpool            | LIV 0 - 1 MUN   | Rooney 21e                                                            |                                                               | 44 183        | Rapport |
| 169 | 18 septembre 2005  | Premier League (6e journées)           | Anfield, Liverpool            | LIV 0 - 0 MUN   |                                                                       |                                                               | 44 961        | Rapport |
| 170 | 22 janvier 2006    | Premier League (23e journées)          | Old Trafford, Manchester      | MUN 1 - 0 LIV   | Ferdinand 90e                                                         |                                                               | 67 874        | Rapport |
| 171 | 18 février 2006    | Coupe d'Angleterre (5e tour)           | Anfield, Liverpool            | LIV 1 - 0 MUN   |                                                                       | Crouch 19e                                                    | 44 039        | Rapport |
| 172 | 22 octobre 2006    | Premier League (9e journées)           | Old Trafford, Manchester      | MUN 2 - 0 LIV   | Scholes 39e · Ferdinand 65e                                           |                                                               | 75 828        | Rapport |
| 173 | 3 mars 2007        | Premier League (29e journées)          | Anfield, Liverpool            | LIV 0 - 1 MUN   | O'Shea 90+1e                                                          |                                                               | 44 887        | Rapport |
| 174 | 16 décembre 2007   | Premier League (17e journées)          | Anfield, Liverpool            | LIV 0 - 1 MUN   | Tévez 43e                                                             |                                                               | 44 459        | Rapport |
| 175 | 23 mars 2008       | Premier League (31e journées)          | Old Trafford, Manchester      | MUN 3 - 0 LIV   | Brown 34e · Ronaldo 79e · Nani 81e                                    |                                                               | 76 000        | Rapport |
| 176 | 13 septembre 2008  | Premier League (4e journées)           | Anfield, Liverpool            | LIV 2 - 1 MUN   | Tévez 3e                                                              | Brown 26e (csc) · Babel 77e                                   | 44 192        | Rapport |
| 177 | 14 mars 2009       | Premier League (29e journées)          | Old Trafford, Manchester      | MUN 1 - 4 LIV   | Ronaldo 23e (pen.)                                                    | Torres 28e · Gerrard 44e (pen.) · Aurélio 77e · Dossena 90+1e | 75 569        | Rapport |
| 178 | 25 octobre 2009    | Premier League (10e journées)          | Anfield, Liverpool            | LIV 2 - 0 MUN   |                                                                       | Torres 65e · N'Gog 90+6e                                      | 44 188        | Rapport |
| 179 | 21 mars 2010       | Premier League (29e journées)          | Old Trafford, Manchester      | MUN 2 - 1 LIV   | Rooney 12e · Park J.-S. 60e                                           | Torres 5e                                                     | 75 216        | Rapport |
| 180 | 19 septembre 2010  | Premier League (5e journées)           | Old Trafford, Manchester      | MUN 3 - 2 LIV   | Berbatov 42e 59e 84e                                                  | Gerrard 64e (pen.) 70e                                        | 75 213        | Rapport |
| 181 | 9 janvier 2011     | Coupe d'Angleterre (3e tour)           | Old Trafford, Manchester      | MUN 1 - 0 LIV   | Giggs 2e (pen.)                                                       |                                                               | 74 727        | Rapport |
| 182 | 6 mars 2011        | Premier League (27e journées)          | Anfield, Liverpool            | LIV 3 - 1 MUN   | Hernández 90+2e                                                       | Kuyt 34e 39e 65e                                              | 44 753        | Rapport |
| 183 | 15 octobre 2011    | Premier League (8e journées)           | Anfield, Liverpool            | LIV 1 - 1 MUN   | Hernández 81e                                                         | Gerrard 68e                                                   | 45 065        | Rapport |
| 184 | 28 janvier 2012    | Coupe d'Angleterre (4e tour)           | Anfield, Liverpool            | LIV 2 - 1 MUN   | Park J.-S. 39e                                                        | Agger 21e · Kuyt 88e                                          | 43 952        | Rapport |
| 185 | 11 février 2012    | Premier League (24e journées)          | Old Trafford, Manchester      | MUN 2 - 1 LIV   | Rooney 47e 50e                                                        | Suárez 80e                                                    | 74 844        | Rapport |
| 186 | 23 septembre 2012  | Premier League (5e journées)           | Anfield, Liverpool            | LIV 1 - 2 MUN   | Rafael 51e · van Persie 81e (pen.)                                    | Gerrard 46e                                                   | 44 263        | Rapport |
| 187 | 13 janvier 2013    | Premier League (22e journées)          | Old Trafford, Manchester      | MUN 2 - 1 LIV   | van Persie 19e · Vidić 54e                                            | Sturridge 57e                                                 | 75 501        | Rapport |
| 188 | 1er septembre 2013 | Premier League (3e journées)           | Anfield, Liverpool            | LIV 1 - 0 MUN   |                                                                       | Sturridge 4e                                                  | 44 411        | Rapport |
| 189 | 25 septembre 2013  | Coupe de la Ligue (3e tour)            | Old Trafford, Manchester      | MUN 1 - 0 LIV   | Hernández 46e                                                         |                                                               | 65 701        | Rapport |
| 190 | 16 mars 2014       | Premier League (30e journées)          | Old Trafford, Manchester      | MUN 0 - 3 LIV   |                                                                       | Gerrard 34e (pen.) 46e (pen.) · Suárez 84e                    | 75 225        | Rapport |
| 191 | 14 décembre 2014   | Premier League (16e journées)          | Old Trafford, Manchester      | MUN 3 - 0 LIV   | Rooney 12e · Mata 40e · van Persie 71e                                |                                                               | 75 331        | Rapport |
| 192 | 22 mars 2015       | Premier League (30e journées)          | Anfield, Liverpool            | LIV 1 - 2 MUN   | Mata 14e 59e                                                          | Sturridge 69e                                                 | 44 405        | Rapport |
| 193 | 12 septembre 2015  | Premier League (5e journées)           | Old Trafford, Manchester      | MUN 3 - 1 LIV   | Blind 49e · Herrera 70e (pen.) · Martial 86e                          | Benteke 84e                                                   | 75 347        | Rapport |
| 194 | 17 janvier 2016    | Premier League (22e journées)          | Anfield, Liverpool            | LIV 0 - 1 MUN   | Rooney 78e                                                            |                                                               | 43 865        | Rapport |
| 195 | 10 mars 2016       | Ligue Europa (1/8 finale aller)        | Anfield, Liverpool            | LIV 2 - 0 MUN   |                                                                       | Sturridge 20e (pen.) · Firmino 73e                            | 44 742        | Rapport |
| 196 | 17 mars 2016       | Ligue Europa (1/8 finale retour)       | Old Trafford, Manchester      | MUN 1 - 1 LIV   | Martial 32e (pen.)                                                    | Coutinho 45e                                                  | 75 180        | Rapport |
| 197 | 17 octobre 2016    | Premier League (8e journées)           | Anfield, Liverpool            | LIV 0 - 0 MUN   |                                                                       |                                                               | 52 769        | Rapport |
| 198 | 15 janvier 2017    | Premier League (21e journées)          | Old Trafford, Manchester      | MUN 1 - 1 LIV   | Ibrahimović 84e                                                       | Milner 27e (pen.)                                             | 75 276        | Rapport |
| 199 | 14 octobre 2017    | Premier League (8e journées)           | Anfield, Liverpool            | LIV 0 - 0 MUN   |                                                                       |                                                               | 52 912        | Rapport |
| 200 | 10 mars 2018       | Premier League (30e journées)          | Old Trafford, Manchester      | MUN 2 - 1 LIV   | Rashford 14e 24e                                                      | Bailly 6e (csc)                                               | 74 855        | Rapport |
| 201 | 16 décembre 2018   | Premier League (17e journées)          | Anfield, Liverpool            | LIV 3 - 1 MUN   | Lingard 33e                                                           | Mané 24e · Shaqiri 73e 80e                                    | 52 908        | Rapport |
| 202 | 24 février 2019    | Premier League (27e journées)          | Old Trafford, Manchester      | MUN 0 - 0 LIV   |                                                                       |                                                               | 74 519        | Rapport |
| 203 | 20 octobre 2019    | Premier League (9e journées)           | Old Trafford, Manchester      | MUN 1 - 1 LIV   | Rashford 36e                                                          | Lallana 85e                                                   | 73 737        | Rapport |
| 204 | 19 janvier 2020    | Premier League (23e journées)          | Anfield, Liverpool            | LIV 2 - 0 MUN   |                                                                       | van Dijk 14e · Salah 90+3e                                    | 52 916        | Rapport |
| 205 | 17 janvier 2021    | Premier League (19e journées)          | Anfield, Liverpool            | LIV 0 - 0 MUN   |                                                                       |                                                               | 0 (huis-clos) | Rapport |
| 206 | 24 janvier 2021    | Coupe d'Angleterre (4e tour)           | Old Trafford, Manchester      | MUN 3 - 2 LIV   | Greenwood 26e · Rashford 48e · Diallo 78e                             | Salah 18e 58e                                                 | 0 (huis-clos) | Rapport |
| 207 | 13 mai 2021        | Premier League (35e journées)          | Old Trafford, Manchester      | MUN 2 - 4 LIV   | Fernandes 10e · Rashford 68e                                          | Jota 34e · Firmino 45+3e 47e · Salah 90e                      | 0 (huis-clos) | Rapport |
| 208 | 23 octobre 2021    | Premier League (9e journées)           | Old Trafford, Manchester      | MUN 0 - 5 LIV   |                                                                       | Keïta 5e · Jota 13e · Salah 35e 45+5e 50e                     | 73 088        | Rapport |
| 209 | 19 avril 2022      | Premier League (33e journées)          | Anfield, Liverpool            | LIV 4 - 0 MUN   |                                                                       | Díaz 5e · Salah 22e 85e · Mané 68e                            | 52 686        | Rapport |
| 210 | 20 août 2022       | Premier League (3e journées)           | Old Trafford, Manchester      | MUN 2 - 1 LIV   | Sancho 16e · Rashford 53e                                             | Salah 81e                                                     | 73 594        | Rapport |
| 211 | 5 mars 2023        | Premier League (26e journées)          | Anfield, Liverpool            | LIV 7 - 0 MUN   |                                                                       | Gakpo 43e 50e · Núñez 47e 75e · Salah 66e 83e · Firmino 88e   | 53 001        | Rapport |
| 212 | 17 décembre 2023   | Premier League (17e journées)          | Anfield, Liverpool            | LIV 0 - 0 MUN   |                                                                       |                                                               | 57 158        | Rapport |
| 213 | 17 mars 2024       | Coupe d'Angleterre (1/4 finale)        | Old Trafford, Manchester      | MUN 4 - 3ap LIV | McTominay 10e · Antony 87e · Rashford 112e · Diallo 120+1e            | Mac Allister 44e · Salah 45+2e · Elliott 105e                 | 72 261        | Rapport |
| 214 | 7 avril 2024       | Premier League (32e journées)          | Old Trafford, Manchester      | MUN 2 - 2 LIV   | Fernandes 50e · Antony 67e                                            | Díaz 23e · Salah 84e (pen.)                                   | 73 522        | Rapport |
| 215 | 1er septembre 2024 | Premier League (3e journées)           | Old Trafford, Manchester      | MUN 0 - 3 LIV   |                                                                       | Díaz 35e 42e · Salah 56e                                      | 73 738        | Rapport |
| 216 | 5 janvier 2025     | Premier League (20e journées)          | Anfield, Liverpool            | LIV 2 - 2 MUN   | Martínez 52e · Diallo 80e                                             | Gakpo 59e · Salah 70e (pen.)                                  | 60 275        | Rapport |
| 217 | 18 octobre 2025    | Premier League (8e journées)           | Anfield, Liverpool            | LIV - MUN       |                                                                       |                                                               |               | Rapport |
| 218 | 2 mai 2026         | Premier League (35e journées)          | Old Trafford, Manchester      | MUN - LIV       |                                                                       |                                                               |               | Rapport |

## Statistique

### Bilan
au 5 janvier 2025
| Compétition               | Matchs | Victoires de Manchester United | Matchs nuls | Victoires de Liverpool FC | Buts pour Manchester United | Buts pour Liverpool FC |
| ------------------------- | ------ | ------------------------------ | ----------- | ------------------------- | --------------------------- | ---------------------- |
| Premier League/Division 1 | 180    | 67                             | 53          | 60                        | 237                         | 238                    |
| Division 2                | 5      | 2                              | 0           | 3                         | 9                           | 16                     |
| Coupe d'Angleterre        | 19     | 11                             | 4           | 4                         | 32                          | 22                     |
| Coupe de la Ligue         | 5      | 2                              | 0           | 3                         | 6                           | 7                      |
| Community Shield          | 5      | 1                              | 3           | 1                         | 6                           | 5                      |
| Ligue Europa              | 2      | 0                              | 1           | 1                         | 1                           | 3                      |
| Total                     | 216    | 83                             | 61          | 72                        | 291                         | 291                    |

| Stade              | Matchs | Victoires de Manchester United | Matchs nuls | Victoires de Liverpool FC | Buts pour Manchester United | Buts pour Liverpool FC |
| ------------------ | ------ | ------------------------------ | ----------- | ------------------------- | --------------------------- | ---------------------- |
| Anfield            | 99     | 26                             | 25          | 48                        | 103                         | 167                    |
| Old Trafford       | 93     | 44                             | 29          | 20                        | 146                         | 103                    |
| Bank Street        | 7      | 5                              | 2           | 0                         | 17                          | 6                      |
| Wembley Stadium    | 6      | 3                              | 2           | 1                         | 7                           | 4                      |
| Maine Road         | 5      | 3                              | 2           | 0                         | 11                          | 3                      |
| Goodison Park      | 3      | 2                              | 1           | 0                         | 6                           | 2                      |
| Millennium Stadium | 2      | 0                              | 0           | 2                         | 1                           | 4                      |
| Ewood Park         | 1      | 0                              | 0           | 1                         | 0                           | 2                      |
| Total              | 216    | 83                             | 61          | 72                        | 291                         | 291                    |

| Décennie    | Matchs | Victoires de Manchester United | Matchs nuls | Victoires de Liverpool FC | Buts pour Manchester United | Buts pour Liverpool FC |
| ----------- | ------ | ------------------------------ | ----------- | ------------------------- | --------------------------- | ---------------------- |
| Années 1890 | 5      | 1                              | 1           | 3                         | 9                           | 14                     |
| Années 1900 | 10     | 5                              | 1           | 4                         | 18                          | 20                     |
| Années 1910 | 12     | 6                              | 3           | 3                         | 23                          | 14                     |
| Années 1920 | 16     | 2                              | 6           | 8                         | 21                          | 30                     |
| Années 1930 | 7      | 2                              | 1           | 4                         | 9                           | 11                     |
| Années 1940 | 8      | 4                              | 3           | 1                         | 15                          | 4                      |
| Années 1950 | 9      | 5                              | 3           | 1                         | 20                          | 9                      |
| Années 1960 | 18     | 8                              | 4           | 6                         | 27                          | 21                     |
| Années 1970 | 21     | 4                              | 7           | 10                        | 14                          | 29                     |
| Années 1980 | 25     | 10                             | 11          | 4                         | 29                          | 21                     |
| Années 1990 | 24     | 11                             | 8           | 5                         | 36                          | 31                     |
| Années 2000 | 23     | 10                             | 2           | 11                        | 24                          | 25                     |
| Années 2010 | 25     | 12                             | 7           | 6                         | 31                          | 27                     |
| Années 2020 | 13     | 3                              | 4           | 6                         | 15                          | 35                     |
| Total       | 216    | 83                             | 61          | 72                        | 291                         | 291                    |

## Palmarès
| Équipe            | Premier League | Coupes nationales  | Coupes nationales | Coupes nationales | Coupes européennes  | Coupes européennes | Coupes européennes | Coupes européennes | Coupes international     | Coupes international   | Total |
| Équipe            | Premier League | Coupe d'Angleterre | Coupe de la Ligue | Community Shield  | Ligue des champions | Coupe des coupes   | Ligue Europa       | Supercoupe         | Coupe du monde des clubs | Coupe intercontinental | Total |
| ----------------- | -------------- | ------------------ | ----------------- | ----------------- | ------------------- | ------------------ | ------------------ | ------------------ | ------------------------ | ---------------------- | ----- |
| Manchester United | 20             | 13                 | 6                 | 21                | 3                   | 1                  | 1                  | 1                  | 1                        | 1                      | 68    |
| Liverpool FC      | 20             | 8                  | 10                | 16                | 6                   | 0                  | 3                  | 4                  | 1                        | 0                      | 68    |
| Total             | 40             | 21                 | 16                | 37                | 9                   | 1                  | 4                  | 5                  | 2                        | 1                      | 136   |

## Transferts
Depuis le transfert Phil Chisnall de United vers Liverpool, aucun joueur n'est passé directement d'un club à l'autre. Toutefois, certains joueurs ont joué pour les deux clubs en ayant joué ailleurs entre-temps. Ainsi Paul Ince (qui a joué à l'Inter Milan entre son passage à United et son arrivée à Liverpool), Peter Beardsley (Vancouver Whitecaps et Newcastle United) et plus récemment Michael Owen (Real Madrid et Newcastle United) ont porté les couleurs des deux clubs durant leurs carrières respectives.
| Nom            | Poste     | Manchester United | Manchester United | Manchester United | Liverpool | Liverpool | Liverpool |
| Nom            | Poste     | Carrière          | Apps              | Buts              | Carrière  | Apps      | Buts      |
| -------------- | --------- | ----------------- | ----------------- | ----------------- | --------- | --------- | --------- |
| Jackie Sheldon | Milieu    | 1910-1913         | 26                | 1                 | 1913-1921 | 147       | 20        |
| Fred Hopkin    | Milieu    | 1919-1921         | 70                | 8                 | 1921-1931 | 330       | 10        |
| Phil Chisnall  | Attaquant | 1959-1964         | 35                | 8                 | 1964-1967 | 6         | 1         |

| Nom             | Poste     | Liverpool | Liverpool | Liverpool | Manchester United | Manchester United | Manchester United |
| Nom             | Poste     | Carrière  | Apps      | Buts      | Carrière          | Apps              | Buts              |
| --------------- | --------- | --------- | --------- | --------- | ----------------- | ----------------- | ----------------- |
| Tom Chorlton    | Défenseur | 1904-1912 | 117       | 8         | 1912-1914         | 4                 | 0                 |
| Tom Miller      | Attaquant | 1912-1920 | 146       | 56        | 1920-1921         | 25                | 7                 |
| Tommy Reid      | Attaquant | 1929      | 55        | 30        | 1929-1933         | 101               | 67                |
| Ted Savage      | Défenseur | 1931-1938 | 105       | 2         | 1938              | 5                 | 0                 |
| Allenby Chilton | Défenseur | 1938      | 0         | 0         | 1938-1955         | 352               | 3                 |